# Boy Machine
Boy Machine är en svensk komediserie skapad av Christer Garell som hade premiär den 16 oktober 2015 på TV4. Serien handlar om det fiktiva pojkbandet Boy Machine, bestående av Mange (Peter Magnusson), Peder (Jonas Karlsson), Torkel (Henrik Dorsin) och Jens (David Wiberg). Boy Machine var Sveriges största pojkband på 1990-talet och nu 18 år senare bestämmer de sig för att göra comeback. Förutom konflikter mellan bandmedlemmarna möter de även motstånd från den unga gruppen Stargaze.
Sista avsnittet av den första säsongen, del 8, sändes den 4 december 2015.

## Roller i urval

### Boy Machine
- Peter Magnusson som Mange. Efter att ha misslyckats som trubadur på ett afterski i Sälen inser Mange att han inte längre uppskattas av sin publik och bestämmer sig för att återförena Boy Machine i hopp om att vinna respekt igen. Han är bror till Peder och drar sig inte från att stå i centrum.
- Jonas Karlsson som Peder. Peder är bror till Mange och har numera en egen familj. Efter Boy Machines upplösning har han levt ett seriöst vuxenliv som advokat innan han till slut bestämde sig för att satsa allt på Boy Machines comeback och leva ett spontant och fartfyllt liv igen.
- Henrik Dorsin som Torkel. Efter Boy Machines upplösning har han levt ett isolerat liv som fåraherde ute på en skärgårdsö där han "inte ens hade Facebook". Han var först helt emot att återförena bandet då han tyckte Mange tog all uppmärksamhet på 1990-talet men lät sig till slut övertalas och gav honom en ny chans.
- David Wiberg som Jens. Jens har efter Boy Machines upplösning jobbat som lärare men har, till skillnad från Peder och Torkel, aldrig riktigt kunnat släppa 1990-talet och har bland annat kvar sin blonda mittbenafrisyr. Han blev överlycklig när Mange berättade sin plan om bandets comeback.

### Stargaze
- Björn Gustafsson som Tim
- Adam Pålsson som Adrian

### Övriga
- Katrin Sundberg som Bim. Hon var Boy Machines manager på 1990-talet.
- Shima Niavarani som Pippi. När Boy Machine återförenas blir Pippi deras nya manager och koreograf.
- Emma Peters som Vanja. Hon är Peders hustru.
- Matilda Tjerneld som Frida
- Dominik Henzel som Hanse
- Elina Du Rietz
- Jonna Delvert
- Yohanna Idha
- Kakan Hermansson
- Omid Khansari
- Linus Eklund Adolphson
- Jonas Lawrnz Johnson medverkar som A&R i episod 2
- David Wall (1 episod)